# إيرل دوسن
إيرل دوسن هو سياسي كندي، ولد في 17 ديسمبر 1925، وتوفي في 28 مارس 1987.